# Плебания (Несвиж)
Плебания (бел. Плябанія) — дом католического священника в городе Несвиже Минской области Белоруссии, памятник архитектуры барокко с элементами классицизма, образец жилищной архитектуры XVIII века. Здание плебании расположено вблизи костёла Божьего Тела по адресу: ул. Мицкевича, 5. Входит в Государственный список историко-культурных ценностей Республики Беларусь.

## История

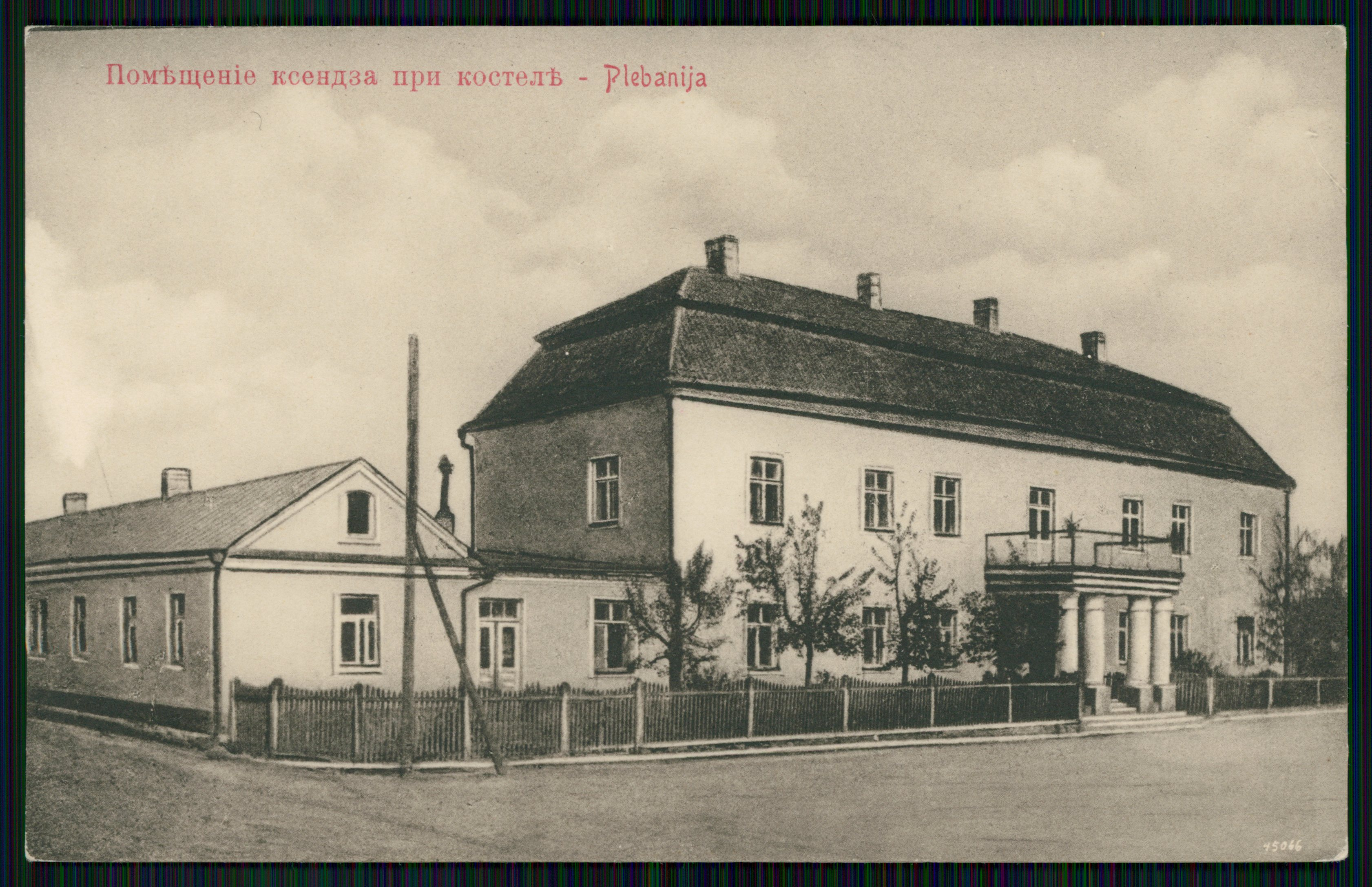
Плебания в первой пол. XX в.

Комплекс приходского дома ксендза соорудили в XVI—XVII веках. Он состоял из жилого дома и хозяйственных построек. В XVIII—XIX веках дом перестроили.
Именно в этом здании, вероятно, располагалась в 1750—1790-е гг. Несвижская типография. В 1800 году расположенные напротив плебании здания бывшего иезуитского коллегиума были отведены военному ведомству. По договорённости с ксендзом в 1800—1820-е гг. верхний этаж плебании сдавался под жильё высшим военным чинам.
На здании в 1972 г. установлена мемориальная доска Симону Будному. В 1982 г. рядом со зданием поставлен памятник Симону Будному (скульптор С. Горбунова, архитектор Ю. Казаков).
В здании плебании долгое время располагалась типография районной газеты. В 2004 году типографию переместили в другое здание, а плебания в 2007 году была возвращена Католической церкви.

## Архитектура
В архивном документе 1822 г. плебанский дом характеризовался как каменный двухэтажный. Всех окон насчитывалось 30. Внутри было 15 комнат, 2 коридора, 4 кладовки, имелось 9 печей и 2 камина. Под зданием существовали два больших подвала. Над парадным крыльцом имелся балкон.
На дворе плебании (по современной ул. Ленинской) отдельно располагалась кухня. Представляла собой одноэтажный каменный оштукатуренный дом, накрытый железом. В здании было восемь окон. Во второй половине XIX века к прямоугольной в плане плебании было присоединено угловое жилое Г-образное крыло, которое соединило жилой дом с кухней. Хозяйственные здания и прачечная были деревянные. Двор с большим плодовым садом был обнесён с одной стороны каменным, с остальных — деревянным забором.
В результате позднейших перестроек плебанский дом, построенный в стиле барокко, приобрёл черты классицизма.
Существующее компактное двухэтажное здание плебании накрыто вальмовой крышей. Плоскостные фасады ритмично расчленены прямоугольными оконными проёмами. Вход в часовню прорезан по центру главного фасада и выделен двухколонным портиком под двускатной крышей с треугольным фронтоном.
На дворовом фасаде сохранились фрагменты больших полуциркульных арочных ниш на втором этаже, которые напоминают о ренессансной аркаде, чьи проёмы были заложены во время перестройки здания. На арочную галерею выходили все помещения. Между нишами на всю высоту второго этажа проходят пилястры. Центральная часть стены на крыше выделена треугольным фронтоном с маленьким круглым окном-продухом. Внутренняя планировка плебании изменена.